# Municipio de Lake Creek (Misuri)
El municipio de Lake Creek (en inglés: Lake Creek Township) es un municipio ubicado en el condado de Pettis en el estado estadounidense de Misuri. En el año 2010 tenía una población de 468 habitantes y una densidad poblacional de 4,82 personas por km².

## Geografía
El municipio de Lake Creek se encuentra ubicado en las coordenadas 38°34′41″N 93°7′0″O / 38.57806, -93.11667. Según la Oficina del Censo de los Estados Unidos, el municipio tiene una superficie total de 97.11 km², de la cual 96,89 km² corresponden a tierra firme y (0,22 %) 0,22 km² es agua.

## Demografía
Según el censo de 2010, había 468 personas residiendo en el municipio de Lake Creek. La densidad de población era de 4,82 hab./km². De los 468 habitantes, el municipio de Lake Creek estaba compuesto por el 97,44 % blancos, el 0,64 % eran afroamericanos, el 0,43 % eran amerindios, el 0,21 % eran asiáticos, el 0,43 % eran de otras razas y el 0,85 % eran de una mezcla de razas. Del total de la población el 0,64 % eran hispanos o latinos de cualquier raza.